# ثين بي مينت
ثين بي مينت (بالبورمية: သိန်းဖေမြင့်)، من مواليد 10 يوليو 1914، وتوفي بتاريخ 15 يناير 1978، كان كاتباً وصحفياً بورمياً، وكان مثقفاً ماركسياً وكان من البورميين الذين شاركوا في حركة استقلال بورما من الاحتلالين البريطاني والياباني.